# Pearl of Africa Music Awards
El Pearl of Africa Music Awards (Galardón de Música Perla de África) (también conocida como Galardón PAM) fueron premios nacionales anuales de música en Uganda. Los premios se otorgaron por primera vez en 2003. Desde 2006, ha habido también categorías para los músicos de otros países de África Oriental.
Los ganadores eran seleccionados por una combinación de: un panel de jueces y el público de votación.
Desde 2013, los Premios de la Música HiPipo (AMH) reemplazan el colapso en los premios Perla de África (PAM), recompensando al arte de la música.